# 貝萊爾 (阿肯色州)
貝萊爾（英語：Ballaire）是位於美國阿肯色州奇科特縣的一個非建制地區。該地的面積和人口皆未知。

## 地理
貝萊爾的座標為33°30′14″N 91°21′32″W / 33.50389°N 91.35889°W，而該地的平均海拔高度為41米（即135英尺）。